# Tannen (Kempten)
Tannen ist ein Weiler und Ortsteil der kreisfreien Stadt Kempten (Allgäu).
Die erste Erwähnung des Ortes war im Jahr 1373. Dabei handelte es sich um einen Verkauf eines Gutes zur „Tann“ an das Fürststift Kempten. Es folgten Erwähnungen als Lehensgut. Im Jahr 1526 unterschrieben zwei Personen aus Tannen den Memminger Vertrag, der als „Thannen“ bezeichnete Ort gehörte zur Pfarrei Betzigau.
1816 kam Daniel Bonifaz von Haneberg, späterer Bischof in Speyer, in dem kleinen Ort zur Welt. 1818 wurde Tannen der neu entstandenen Gemeinde Sankt Mang zugeschlagen, ein Jahr später wurden in einer Statistik drei Wohngebäude und zehn Einwohner genannt.
In den Jahren 1851 bis 1852 kam es während des Bahnbaus zu den größten Ausbeutungen des Steinbruchs am Lenzfrieder Höhenrücken. Abgebaut wurde Grauwacke. Danach wurden die Steinbrüche aufgelassen.
Im Jahr 1900 gab es in Tannen 7 Anwesen mit 42 Bewohnern. Im Jahr 1954 hatte der Weiler 40 Einwohner. 1972 wurde Tannen als Ortsteil der Ruralgemeinde Sankt Mang nach Kempten umgegliedert.